# Constant Olivier
Pour les articles homonymes, voir Olivier.
Auguste Constant Olivier, né le 2 mars 1862 à Fontenoy-le-Château et décédé le 15 décembre 1919 à Fez (Maroc), est un historien vosgien, prêtre.

## Biographie

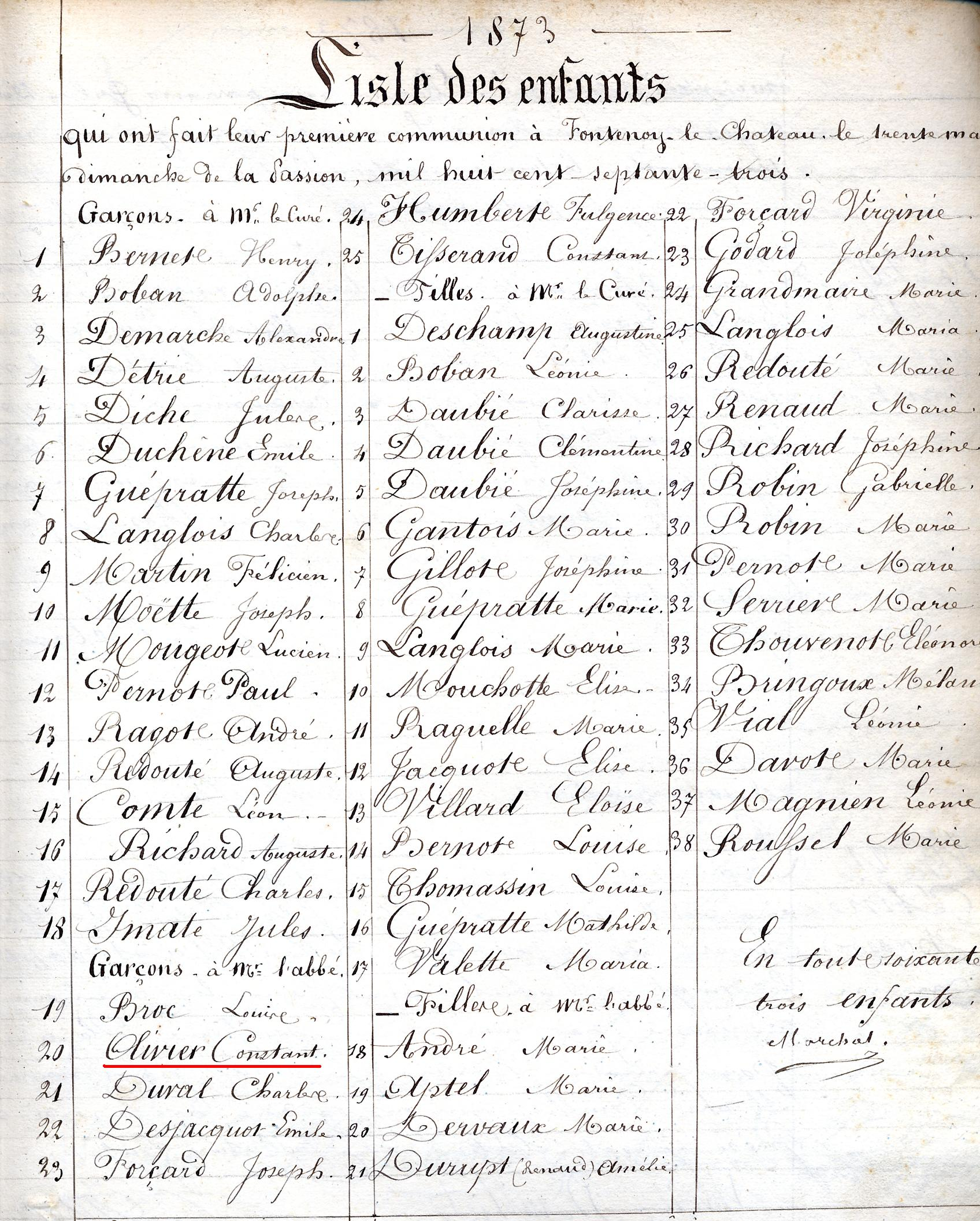
Liste des communiants de 1873 à l'église Saint-Mansuy de Fontenoy-le-Château

Le jeune Constant Olivier est un enfant posthume, son père est décédé le 10 décembre 1861, à peine trois mois avant sa naissance.
Il fait ses études primaires à Fontenoy. Puis, il bénéficie, en tant qu'orphelin de père, de la prestimonie financée par le legs de sa très riche ancêtre, Jeanne-Marie Valdenaire épouse du baron de Bassan, pour ses études secondaires, comme ses cousins Daubié avant lui. Il entre en classe de cinquième au petit séminaire de Châtel-sur-Moselle puis au grand séminaire. 
Il est ordonné prêtre le 24 septembre 1886 et commence son sacerdoce à Raon-l'Étape dès le mois d'octobre au poste de vicaire desservant le hameau de la Trouche.
En 1888, il occupe son premier poste d'enseignant à Rambervillers à l'externat Saint-Nicolas et en octobre 1889 il entre comme professeur de mathématiques et d'histoire au petit séminaire de Châtel-sur-Moselle. Dès son arrivée, il organise une fanfare qui comptera jusqu'à 45 musiciens. Excellent musicien et compositeur, il écrit des pièces pour fanfare, notamment Vive Dieu, Le Petit Châtelain, La Moselle, Le Formidable.
En 1907, il enseigne à l'institution Saint-Joseph d'Épinal. 
La loi de séparation (1905) met fin à ses activités d'enseignant. L'abbé Olivier écrit en 1909 dans l'avant-propos de son Histoire de Bains-les-Bains : « En m'exilant du séminaire de Châtel où près de vingt années de ma vie se sont écoulées à l'abri des préoccupations absorbantes du ministère pastoral, la loi de Séparation m'avait brusquement arraché à des études et à un enseignement qui m'était bien chers... »
En 1911, il est curé d'Hautmougey, poste qu'il occupe jusqu'à son départ pour le Maroc en 1919 où il s'était porté volontaire pour un poste d'aumônier auprès des soldats d'Afrique.
Il décède à l'hôpital de Fès et est enterré dans le cimetière français de cette ville.

## L'historien

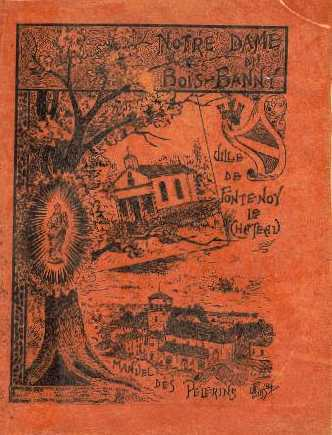
Notre-Dame du Bois-Banny, manuel des pèlerins, dessin d'Émile Mansuy.

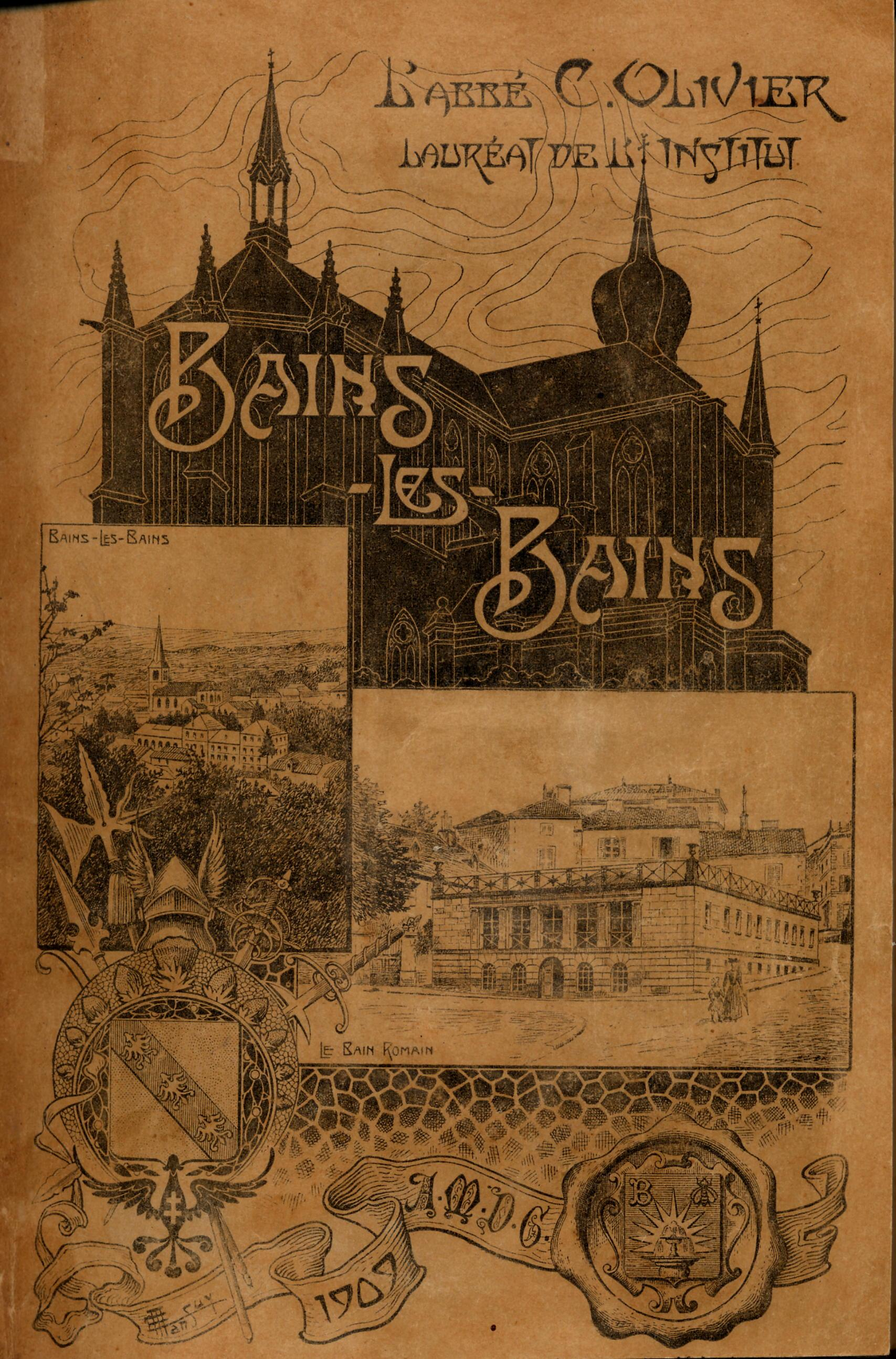
Histoire de Bains-les-Bains, dessin d'Émile Mansuy.

Monseigneur Sonnois, évêque de Saint-Dié-des-Vosges, demande à son clergé d'écrire l'histoire des paroisses du diocèse. Aussitôt, Constant Olivier se met au travail pour écrire l'histoire de sa ville natale.
En 1893, il présente au Concours d'histoire et de géographie de la Société d'émulation du département des Vosges son manuscrit Notice historique sur Fontenoy-le-Château.
Cet ouvrage est récompensé lors de la séance publique du 21 décembre. La Société d'émulation assurera l'impression de cet ouvrage. À peine édité, le livre se trouve épuisé, heureux enfants de Fontenoy qui l'ont reçu en prix de fin d'année ! 
Le 19 avril 1894, l'abbé Olivier est admis comme membre de la Société d'émulation puis le 20 août 1908 comme membre titulaire et, en 1909, il devient bibliothécaire-archiviste de la société.
L'Académie des inscriptions et belles-lettres lui décerne en 1899 une médaille d'argent, le prix Gabriel-Auguste-Prost, doté de 1 000 francs, pour son ouvrage Châtel-sur-Moselle avant la Révolution. L'édition de cet ouvrage avait eu pour mécène Vincent Didon, maire de Châtel. À partir de cette date, ses livres porteront la mention lauréat de l'Institut.
En 1907, ce sont Thaon-les-Vosges et Fontenoy à la Révolution qui sont récompensés par le prix Masson.
Il reçoit une médaille de vermeil à l'exposition de Nancy 1909 pour ses manuscrits Fontenoy-le-Château pendant la Révolution, un ouvrage conçu comme un manuscrit médiéval, illustré à chaque page par le talentueux dessinateur Émile Mansuy,, présenté dans une riche reliure de cuir repoussé œuvre d'Auguste Étienne et orné d'un panneau de broderie représentant les ruines du château de Fontenoy-le-Château.

## Hommages
Le 15 décembre 2019, la ville de Fontenoy-le-Château inaugure une place Abbé-Constant-Olivier.

## Publications
- Constant Olivier, Fontenoy-le-Château, Épinal, Imprimerie vosgienne, 1894 (lire en ligne)
- Constant Olivier, Châtel-sur-Moselle avant la Révolution, Épinal, Fricotel (imprimeur), 1898 (lire en ligne)
- Constant Olivier, Châtel-sur-Moselle pendant la Révolution, Citeaux, Imprimerie Saint-Joseph, 1896 (lire en ligne)
- Constant Olivier (ill. Émile Mansuy), Nomexy et le prieuré d'Aubiey, Épinal, Fricotel (imprimeur), 1900 (lire en ligne)
- Constant Olivier, Thaon-les-Vosges, tomes 1 et 2, Épinal, Fricotel (imprimeur), 1904 (lire en ligne)
- Constant Olivier (ill. Émile Mansuy), Notre-Dame du Bois-Banny, manuel des pèlerins, 1910 (lire en ligne)
- Constant Olivier, Bains-les-Bains, tomes 1 et 2, Épinal, C. Huguenin (imprimeur), 1909 - 1911 (lire en ligne)

Il laisse des manuscrits non édités :
- Constant Olivier (ill. Émile Mansuy), Fontenoy-le-Château pendant la Révolution, tomes 1 et 2, 1901 - 1911 (lire en ligne)
- Constant Olivier, Répertoire biographique du Clergé vosgien pendant la Révolution, Épinal, 1912

## Sources
- Annales de la Société d'émulation du département des Vosges, 1894-1920, intégralement sur Gallica
- Notules sur Fontenoy le Château  Louis Olivier
- Archives départementales des Vosges
- Archives des Amis du Vieux Fontenoy
- Archives paroissiales Fontenoy-le-Château/Bains-les-Bains.
- Semaine religieuse de Saint-Dié, 1919.
- Dictionnaire biographique international des écrivains, 1902-1909.
- Rapport de la commission d'histoire et d'archéologue, M. Fleuriel 1907.
- Les Cahiers Vosgiens N°15, Véronique André-Durupt, Constant Olivier, historien, UEV Épinal, juin 2008.
- La Vallée du Côney, métallurgie et thermalisme, Fabrice Henriot, Amis du Vieux Fontenoy et Fédération Sociétés Savantes des Vosges, 2011, Nancy.
- Le Nouvelliste des Vosges, n°1632, 16 janvier 1910, p. 2.